# David Binder (Fußballspieler)
David Binder (* 18. Dezember 1893; † 25. November 1917) war ein deutscher Fußballspieler.

## Karriere
Binder schloss sich 1911 Holstein Kiel an. Für diesen Verein bestritt er in den Meisterschaften im Bezirk Kiel, der dem Norddeutschen Fußball-Verband angehörte, von 1911 bis 1913/14 Punktspiele und gewann die Bezirksmeisterschaft 1912 und 1913 mit Holstein.
Neben der Teilnahme an den Endrunden um die Norddeutsche Meisterschaft, die 1912 errungen werden konnte, war er mit seiner Mannschaft auch an den Endrunden um die Deutsche Meisterschaft, 1913 als Titelverteidiger, vertreten. Sein Debüt auf dieser Ebene gab er am 5. Mai 1912 im Stadion Hoheluft beim 2:1-Sieg im Viertelfinale über den BFC Preußen, in dem er auch das Siegtor in der 87. Minute erzielte. Seine beiden Tore am 19. Mai 1912 beim 2:1-Sieg n. V. im Halbfinale beim Titelverteidiger, BTuFC Viktoria 89, ebneten den Weg nach Hamburg, wo das Finale am 26. Mai 1912 ausgetragen und durch den von Ernst Möller in der 52. Minute verwandelten Strafstoß zum 1:0 entschieden wurde. Sein letztes Endrundenspiel bestritt er am 27. April 1913 in Essen bei der 1:2-Niederlage gegen den Duisburger SpV.
Im September desselben Jahres, am 1. Spieltag der neu eingerichteten Norddeutschen Liga, soll Binder beim 10:0 seiner Mannschaft gegen Borussia Harburg allein neun Tore erzielt haben. Anschließend sei er nach Berlin gegangen. Tatsächlich debütierte der Kieler am 5. Oktober 1913, wie zuvor angekündigt, im Team des BFC Preußen, doch machte er auch noch weitere Spiele für Holstein, so Anfang November in Braunschweig. In den folgenden Jahren war Binder zunächst als „auswärtiger Spieler“ weiterhin bei den Preußen, später vielleicht beim Berliner BC aktiv. Es gibt einen Spielbericht noch vom März 1918, in dem ein Spieler seines Namens als BBC-Stürmer genannt wird.
David Binder, „einer der wenigen Nicht-Akademiker im Kieler Trikot“ (er arbeitete im Maschinenbau), war jedoch im November 1917 mit 23 Jahren im Ersten Weltkrieg ums Leben gekommen. 1915 war ihm als Kriegsteilnehmer das Eiserne Kreuz verliehen worden; kurz darauf tauchte er als Verwundeter in einer Verlustliste auf.

## Erfolge
- Deutscher Meister 1912
- Norddeutscher Meister 1912
- Bezirksmeister Kiel 1912, 1913